# Minkowska Przełęcz
Minkowska Przełęcz – przełęcz pomiędzy Skałką (1163 m) a Jasiennikiem (1128 m) w Paśmie Radziejowej w Beskidzie Sądeckim. Znajduje się w bocznym grzbiecie odbiegającym od Skałki na północ. Na zachodnich stokach tuż pod przełęczą wypływa Majdański Potok. Stoki wschodnie opadają do doliny Jaworzynki i wypływa z nich jeden z jej dopływów.
Dawniej na siodle przełęczy znajdowała się Mirkowa Polana, na niektórych mapach nazywana Minkowską Polaną. Dawno nieużytkowana polana zarosła już lasem. W okolicach przełęczy znajduje się Kamień św. Kingi. Według legendy odpoczywała przy nim św. Kinga wędrująca z klasztoru w Starym Sączu do swojego Zamku Pienińskiego.
Przez Minkowską Przełęcz biegnie granica między wsią Obidza w gminie Łącko (stok zachodni) i wsią Gaboń w gminie Stary Sącz (stok wschodni), obydwie w województwie małopolskim, w powiecie nowosądeckim.

## Szlak turystyczny
– zielony: Jazowsko – Łazy Brzyńskie – Będzikówka – Jasiennik – Minkowska Przełęcz – Skałka – Przehyba. Czas przejścia: 4 h, ↓ 3 h.